# فرج عبو
فرج عبو النعمان (21 نوفمبر 1921 - 5 مارس 1984) هو فنان تشكيلي ومصمم ومخرج مسرحي ومؤلف ومعلم عراقي، وقد لوحظ أنه أحد الفنانين الأوائل الذين دمجوا النص العربي في لوحاته التجريدية والذي حقق شهرة دولية لأعماله الفنية.

## الحياة والوظيفة
ولد فرج عبو في 21 تشرين الثاني (نوفمبر) 1921 في الموصل. ظهرت مواهبه الفنية في سن مبكرة جدًا. في سن الثالثة عشرة، كلف برسم لوحات للكنائس المحلية في الموصل. مثل العمل الآن في كنيسة مار إشاي.
اكمل تعليمه الفني المبكر في مدرسة بغداد المركزية الثانوية عام 1939. درّس الفن في ثانوية الحلة في العراق ومركز المعلمين في بعقوبة حتى عام 1945. حصل على بكالوريوس الفنون الجميلة من كلية الفنون الجميلة - قسم الرسم بالقاهرة في مصر، وتخرج عام 1950. ثم سافر إلى روما لإجراء دراسات عليا، وحصل على دبلوم الفن من أكاديمية الفنون الجميلة في عام 1954 والذي مُنح أعلى درجة شرف.
عند رجوعه إلى بغداد، كان له دور أساسي في تأسيس معهد الفنون الجميلة (الذي أعيدت تسميته لاحقًا بأكاديمية الفنون الجميلة وأصبح قسمًا داخل جامعة بغداد) وكان من بين المجموعة الأولى من أعضاء هيئة التدريس في المعهد. ترأس قسم الفنون التشكيلية وكان نائب العميد لعدة فترات. بعد ذلك بكثير، في السبعينيات، درس الرسم في قسم الهندسة المعمارية في جامعة بغداد.وكان من المتميزين
كان عبو نشطًا جدًا في مجتمع الفنون العراقي. انضم إلى لجنة أصدقاء الفن في بغداد عام 1941 - أول جمعية فنية رسمية موثقه في العراق، على غرار مجموعات فنية أوروبية. كما أصبح عضوا مبكرا في مجموعة بغداد للفن الحديث التي شكلها جواد سليم وشاكر حسن آل سعيد عام 1951. مجموعة سعت إلى إلهام الإحساس بالهوية الوطنية من خلال دمج التراث العراقي في إطار الفن التجريدي الحديث. نتيجة لمشاركته مع مجموعة بغداد للفن الحديث، تحول أسلوبه الأكاديمي تدريجياً إلى أسلوب أكثر تجريدية. كانت أعماله الفنية المبكرة مبنية على موضوعات الثقافة الشعبية والحياة اليومية. تخلى عن التمثيل التصويري وبدأ في دراسة الخط العربي والأسلوب الهندسي الإسلامي الذي أدرجه في أعماله الفنية منذ السبعينيات.في أعماله اللاحقة التي اعتبرها الناقد الفني جبرا إبراهيم جبرا من أرقى أعماله مستوحاة من الأرابيسك ونبل الخط العربي. كان مثابر وطموح ومحب جدا للدراسه والعمل وكان صاحب صداقات وعلاقات طيبه مع الجميع محب للعمل الجماعي
تزوج عام 1960وعنده ثلاثة أطفال باعمار مختلفه متفاوته، ابنتان وولد. أمل، الابنة الكبرى متزوجة وتعيش في لوس أنجلوس، الولايات المتحدة الأمريكية. لديها ابناها جورج موفق غريب وبيتر موفق غريب. الابنة الثانية، شذى، تعيش في الدوحة، قطر، وسارت على خطى والدها لتصبح فنانة وكاتبة. يعيش ابنه الأصغر فارس في لوس أنجلوس مع زوجته وابنه كريستوفر بعيدا عن اخوته مايكل وابنته ديلانا شاكاي.

## وفاته
توفي فرج عبو النعمان في بغداد في 5 آذار 1984

## عمل
غالبًا ما يُذكر فرج عبو بأنه الرسام الذي كان يرتدي بدلة دائمًا، حتى أثناء العمل. وكانت ميزه وفارق في ذالك الوقت إنه من بين مجموعة صغيرة من الفنانين العراقيين في فترة ما بعد الحرب الذين حصلوا على اعتراف دولي حيث كان الفنانون قليلين في ذالك الوقت ومع ذلك، يصعب تصنيف أعماله. في بداية حياته المهنية، اشتهر برسم البورتريه، لكن في مسيرته المهنية اللاحقة اشتهر بالعمل العراقي والمجرّد بشكل واضح.
قام بتأليف كتاب متخصص في الفنون الجميلة بعنوان The Elements of Art ، نشرته شركة Dolphin Publishing Company عام 1984، (مجلدان باللغة العربية)، والذي أصبح مرجعاً أساسياً لطلاب وباحثين عرب ومن غير الجنسيات الأخرى
شارك في أكثر من 60 معرضاً وعمله هو جزء من المجموعات الدائمة لصالات العرض والمؤسسات المرموقة، بما في ذلك: جامعة بغداد، ومطار بغداد، والمتحف الوطني الأردني، عمان.

### حدد قائمة اللوحات
- زيت زخرفة تجريدية إسلامية على قماش السبعينيات[12]
- رسم تجريدي إسلامي زيت على قماش، ثمانينيات القرن الماضي[12]

## روابط خارجية
- أرشيف الفن الحديث - نسخة من الأعمال الفنية لفرج عبو.